# Херіл
Херіл (давньогрецькою Χοιρίλος; помер прибл. 400р до н. е.) — давньогрецький епічний поет-трагік; основоположник напрямку історичних епічних творів.

## Біографія
Народився на острові Самос. Брав участь у змаганнях з Есхілом, Фрініха, Софоклом; за переказами здобув 13 перемог на Великих діонісіях. У походах супроводжував спартанського полководця і флотоводця Лисандра. Потім на запрошення Архелая Македонського жив при його дворі в Пелле, де зустрівся з Евріпідом і художником Зевксісом. Тут же Херіл і помер.

## Творчість
Херіл був першим відомим поетом Древньої Греції, який для створення своїх поем використовував історичні сюжети, а не міфологічні перекази про життя давньогрецьких богів та героїв. Так в поемі «Персика», яка написана гекзаметром, Херіл оспівував перемогу афінян над військами перського царя Ксеркса I. Таким чином, Херіла можна вважати творцем історичного епосу; його твори слугували прикладом для багатьох поетів аж до пізньої античності. Жодна з трагедій Херіла до сьогодення не збереглась.

## Зображення
На подвійний гермі, що зберігається в Неаполі, зображені дві людини,де один з них, мабуть — Херіл.